# Ulrico di Zell
Ulrico di Zell, detto anche di Cluny o di Ratisbona (Ratisbona, 1029 – Zell, 10 luglio 1093), è stato un monaco cristiano e abate tedesco, appartenente all'ordine cluniacense. È venerato come santo dalla Chiesa cattolica, ed è ricordato da essa il 14 luglio. È ricordato per aver scritto in tre libri le Consuetudines cluniacenses.

## Biografia
Ulrico nacque a Ratisbona all'inizio dell'anno 1029, figlio di una ricca famiglia. I suoi genitori erano Bernaldus e Bucca, donna devota e nipote del vescovo di Ratisbona, Gebardo di Hohenwart. Crebbè e studiò nell'abbazia di Sant'Emmerano a Ratisbona, dove conobbe Guglielmo di Hirsau, con cui strinse una lunga amicizia.
Fu ordinato diacono per mano di suo zio Nitker, vescovo di Frisinga, e fu nominato al contempo arcidiacono della cattedrale di Frisinga.
Intorno al 1051 abbandonò l'incarico per compiere un pellegrinaggio nella città di Gerusalemme. Tornò in seguito a Ratisbona, dove tentò invano di fondare un monastero benedettino; non essendo riuscito nel suo intento, nel 1061 si stabilì nell'abbazia di Cluny e si fece ordinare sacerdote. In seguito divenne priore del convento di Mareigny, ma a seguito di un incidente in cui perse un occhio tornò a Cluny, dove divenne un fedele consigliere dell'abate.
Nel 1087 si trasferì con alcuni discepoli a Zell, luogo in cui condusse una vita considerata pia e che gli valse la fama di santità. Due anni prima della sua morte, avvenuta il 10 luglio 1093, perse improvvisamente la vista.
Fu celebrato come santo a partire dal 14 luglio 1139.

## Opere
- Consuetudines cluniacenses